# Guds änglar är hans sändebud
Guds änglar är hans sändebud är en psalm, skriven 1978 av Olov Hartman efter en text från 1639 av Georg Reimann. Musiken är en tysk folkvisa från Wittenberg år 1533.

## Publicerad i
- 1986 års psalmbok som nr 483 under rubriken "Den helige Mikaels dag".
- Psalmer och Sånger 1987 som nr 533 under rubriken "Kyrkoåret - Den helige Mikaels dag"[1]